# Monte Towe
Monte Corwin Towe (ur. 27 września 1953 w Marion) – amerykański koszykarz, występujący na pozycji rozgrywającego, po zakończeniu kariery zawodniczej trener koszykarski.

## Osiągnięcia

### Zawodnicze
NCAA
- Mistrz:
  - NCAA (1974)
  - turnieju konferencji Atlantic Coast (ACC – 1973, 1974)
  - sezonu regularnego ACC (1973, 1974)
- Laureat Frances Pomeroy Naismith Award (1975)[1]
- Zaliczony do I składu:
  - NCAA Final Four (1974 przez Associated Press)[2]
  - ACC (1974)

ABA
- Wicemistrz ABA (1976)[3]
- Uczestnik meczu gwiazd ABA (1976)[3]

Inne
- Zaliczony do Galerii Sław Koszykówki stanu Indiana (2002)

### Trenerskie
Główny trener
- Mistrzostwo Wenezueli (1993)

Asystent
- Mistrzostwo sezonu regularnego konferencji:
  - Southeastern (SEC – 1989)
  - Big South (1997, 1998)
  - USA (2012–2014)
- Rozgrywki:
  - Sweet 16 turnieju NCAA (1987)
  - II rundy turnieju NCAA (1987, 1988)
- Turnieju NCAA (1980, 1987–1989, 2013)